# All-Ireland Senior Football Championship 1924
L'All-Ireland Senior Football Championship 1924 fu l'edizione numero 38 del principale torneo di calcio gaelico irlandese. Kerry batté in finale Dublino ottenendo il sesto trionfo della sua storia.

## Semifinali
| Dublino 7 dicembre 1924 | Kerry | 1-04 – 0-01 | Mayo | Croke Park |

| Dublino 18 gennaio 1925 | Dublino | 0-06 – 1-01 | Cavan | Croke Park |

### Finale
| Dublino 16 aprile 1925 | Kerry | 0-04 – 0-03 | Dublino | Croke Park (28844 spett.) |